# Tre Valli Varesine 1930
La Tre Valli Varesine 1930, dodicesima edizione della corsa, si svolse il 31 agosto 1930 su un percorso di 198,8 km con partenza e arrivo a Varese. Riservata a professionisti Iuniores e indipendenti, fu vinta dall'italiano Albino Binda, che completò il percorso in 6h51'00" precedendo i connazionali Luigi Ferrando e Riccardo Proserpio. Conclusero la prova 11 ciclisti.

## Ordine d'arrivo
| Pos. | Corridore          | Squadra    | Tempo    |
| ---- | ------------------ | ---------- | -------- |
| 1    | Albino Binda       | Legnano    | 6h51'00" |
| 2    | Luigi Ferrando     | S.C. Binda | s.t.     |
| 3    | Riccardo Proserpio | -          | s.t.     |
| 4    | Alfredo Carniselli | -          | s.t.     |
| 5    | Augusto Zanzi      | S.C. Binda | s.t.     |
| 6    | Carlo Rovida       | Gloria     | a 3'00"  |
| 7    | Mario Lavazza      | -          | a 3'30"  |
| 8    | Guglielmo Marin    | -          | s.t.     |
| 9    | Carlo Romanatti    | S.C. Binda | s.t.     |
| 10   | Ugo Merati         | -          | s.t.     |
| 11   | Giuseppe Carrara   | -          | s.t.     |